# Traversier-rail
Pour les articles homonymes, voir Ferry-boat (homonymie).

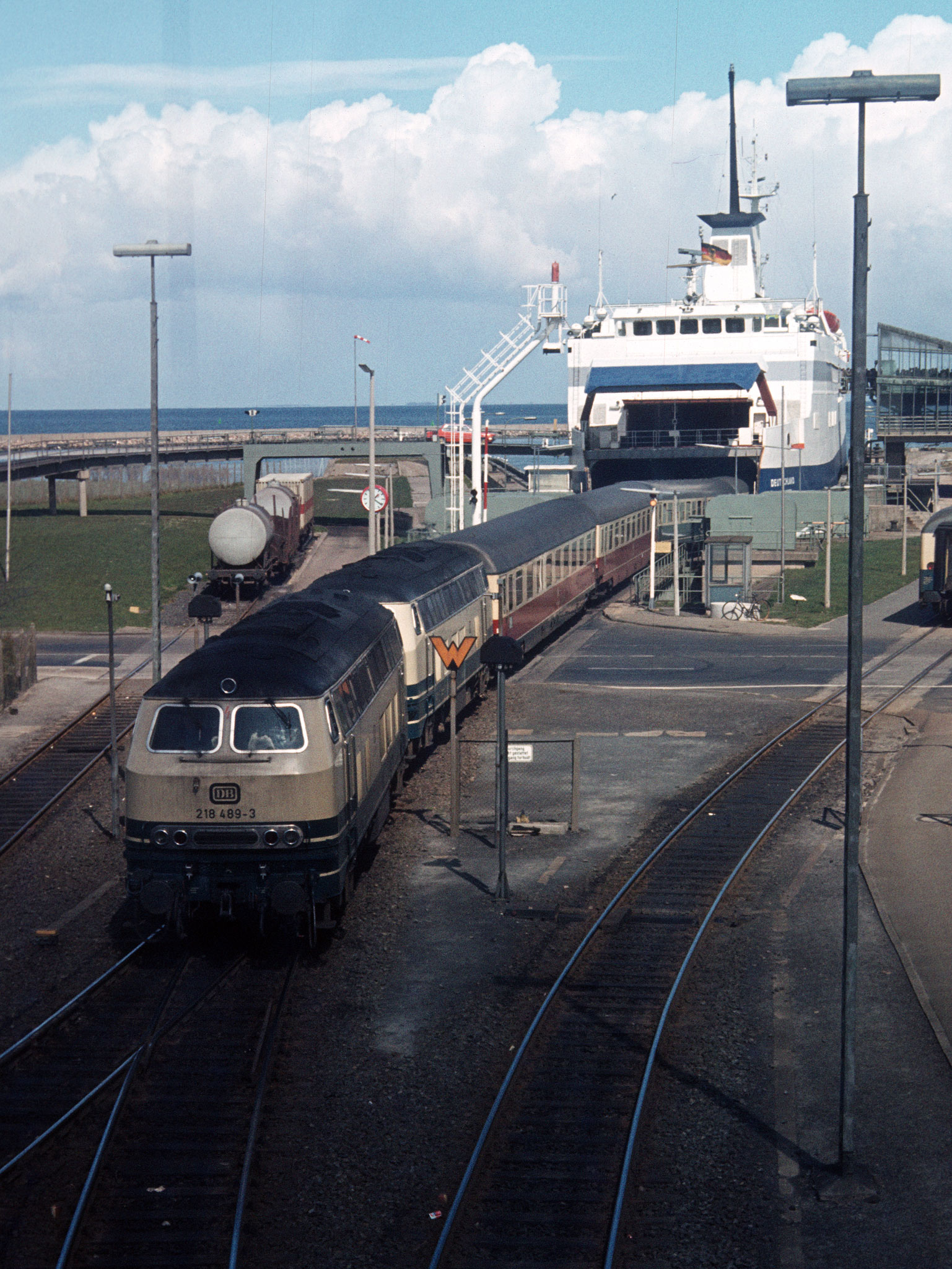
Ferry ferroviaire, mer baltique

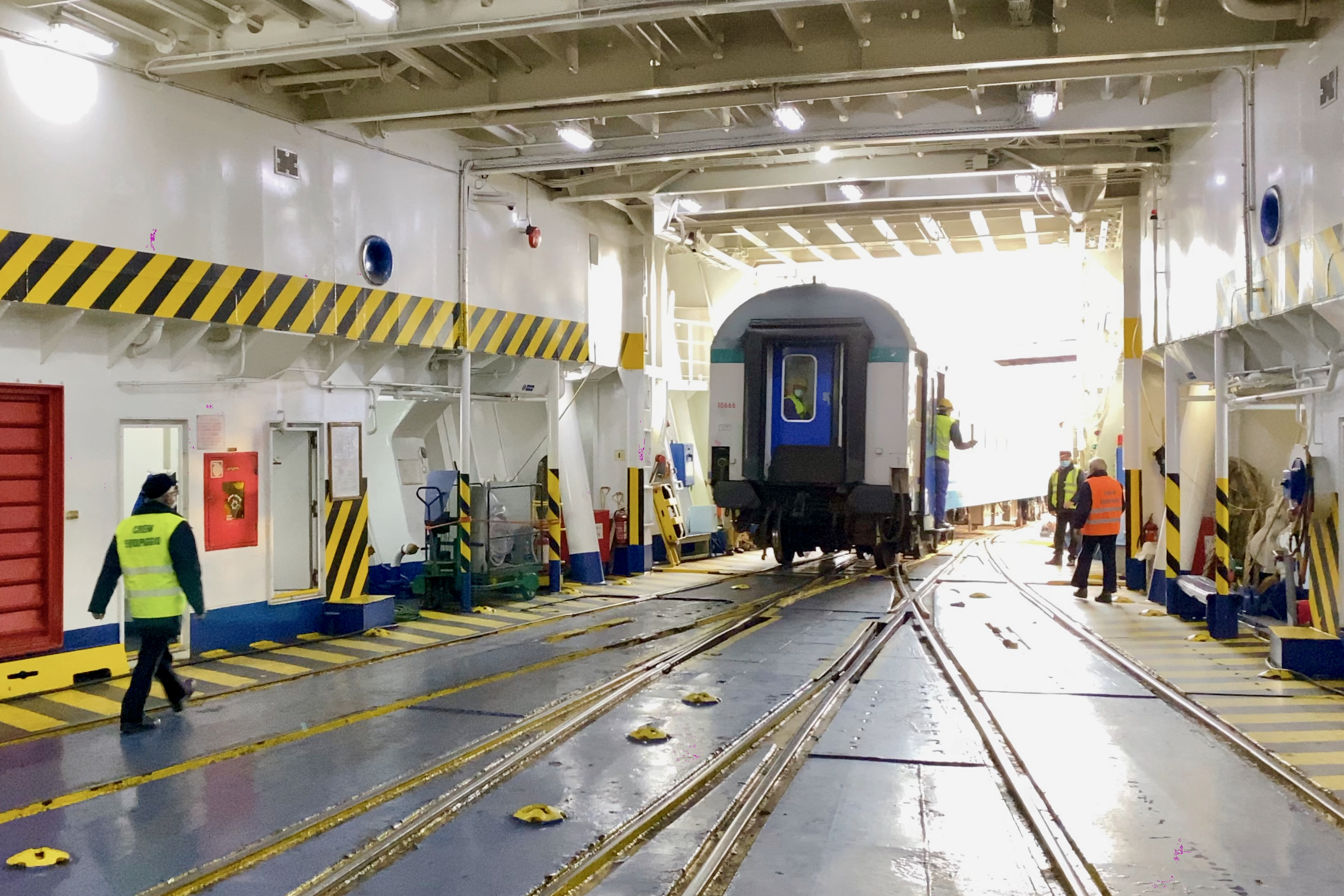
Interieur à Villa San Giovanni, Italie

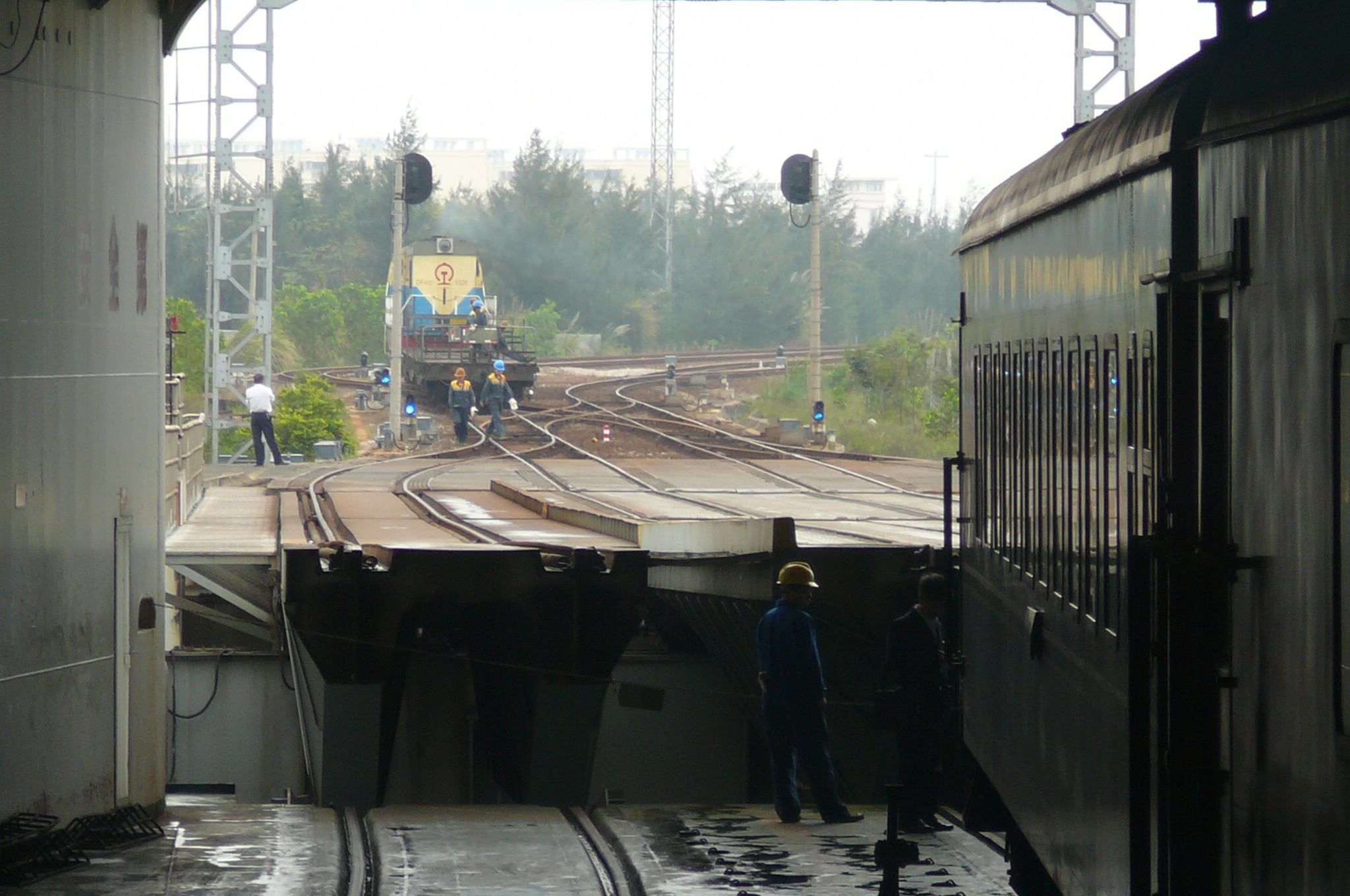
Train embarqué sur un traversier-rail et ponton se relevant dans le détroit de Qiongzhou.

Un traversier-rail (en français québécois) est un type de ferry / bac / traversier, servant à faire traverser un cours d'eau, lac, détroit, mer, bras de mer ou autre pièce d'eau à un train.
En français européen, on parle de ferry ferroviaire mais on parlait autrefois de ferry-boat, notamment à cause des anciennes relations transmanches (raison pour laquelle le terme anglais était employé). Ces navires transportèrent d’abord des trains avant d’embarquer des voitures et le terme ferry-boat fut utilisé comme un synonyme de ferry ferroviaire alors que le terme ferry eût un usage plus général.
En France, ces dénominations désignent des navires maritimes, le terme bac étant plutôt utilisé pour les navires destinés à traverser des rivières, fleuves et lacs.
Ce type de navires se trouve dans le monde entier pour des relations de courtes ou moyennes distances, nationales ou internationales.

## Histoire

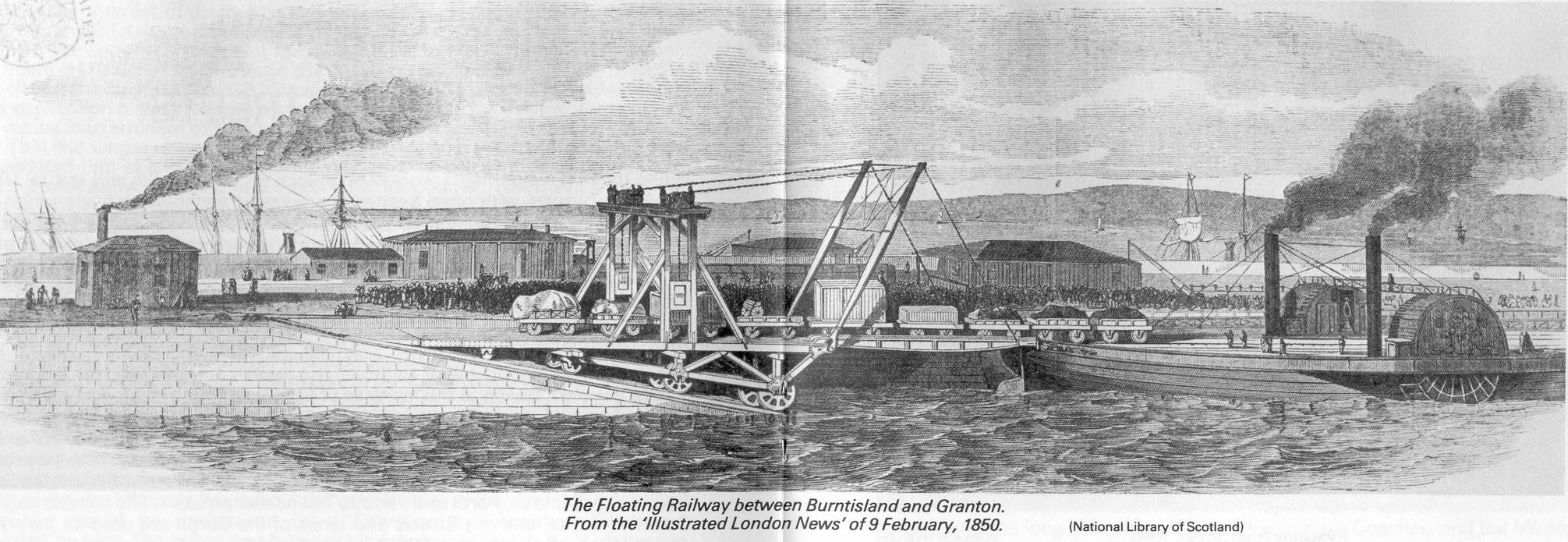
Traversier-rail en 1850 entre Burntisland et Granton, en Écosse.

Un ferry ferroviaire est également nécessaire aux trains traversant la mer Caspienne par le corridor médian.

Un ferry ferroviaire est également nécessaire aux trains traversant la mer Caspienne.

## Dans le monde

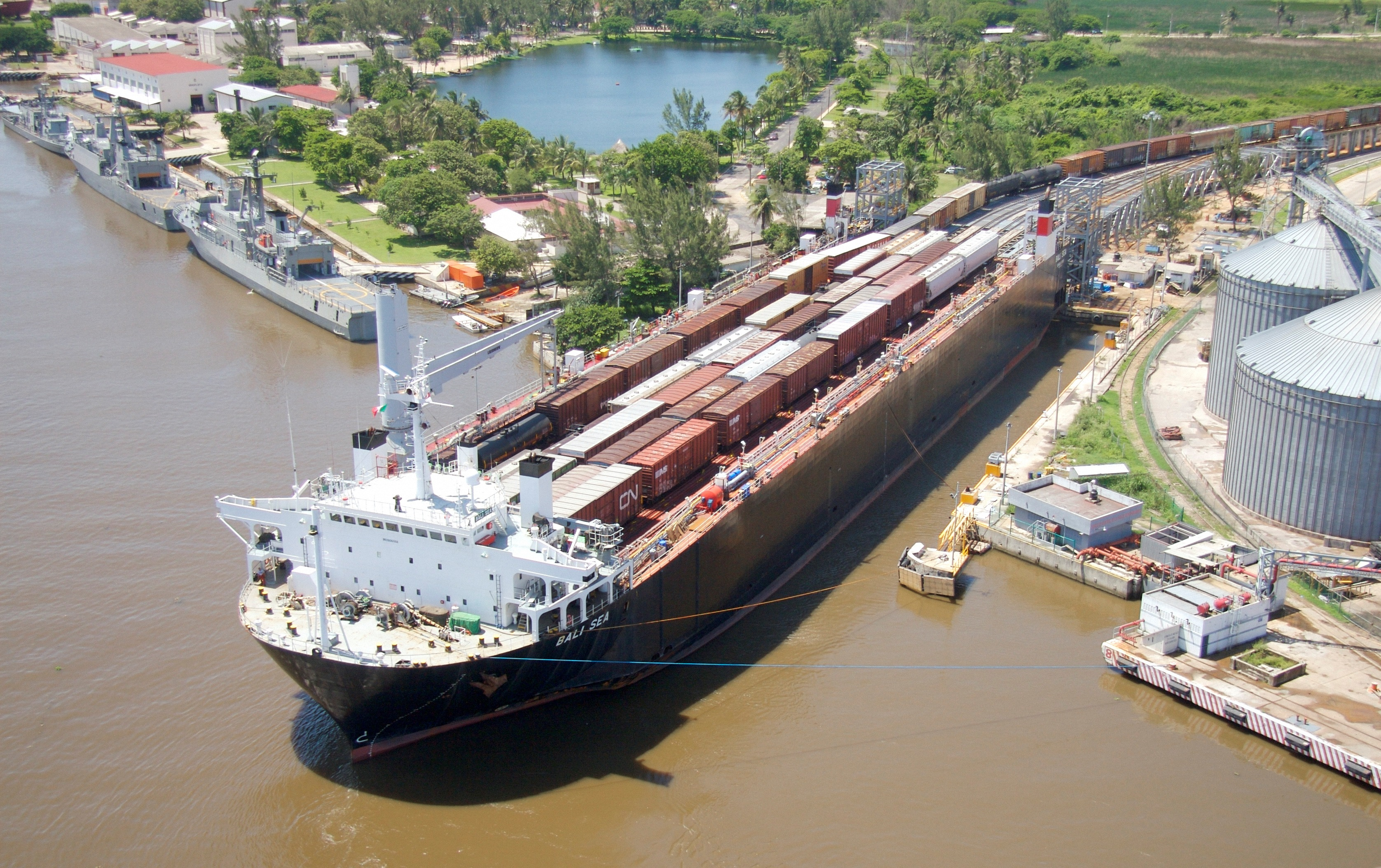
MV Bali Sea, CG Railway, Ferrosur, trains à Coatzacoalcos

### Allemagne/Suède
La Königslinie (de).
Le Rostock–Trelleborg (de).

### Canada
Le chemin de fer de la Matapédia et du Golfe.

### Danemark/Allemagne
La Fugleflugtslinjen.

### Pologne/Suède
La ligne Ystad–Świnoujście (sv).

### Italie
La Sicile, entre gare de Messina Marittima (it) et gare de Villa San Giovanni Mare (it).

### États-Unis
La ligne Seattle–Whittier (de).
Le Mobile, Alabama/Coatzacoalcos (en) (fret uniquement).

### Chine
Un traversier-rail permet de traverser le détroit de Qiongzhou, entre Haikou, au nord de l'île et la province de Hainan et le sud-Ouest de la Province du Guangdong.

### Turquie
Le ferry du lac de Van (en).

### Azerbaïdjan /Turkménistan
Le Ferry Bakou-Turkmenbachi (az).